# Berolle
Berolle este un oraș în Elveția.